# Espinelves
Espinelves è un comune spagnolo di 184 abitanti situato nella comunità autonoma della Catalogna.